# Улрих Джон Рот
Улрих Джон Рот (на немски: Uli Jon Roth) е германски музикант, известен повече като Ули Джон Рот. Той е един от първите, които допринасят за стила нео-класически метъл, а също така и основател на Скай академията и китарите Sky.

## Кариера
В началото на 70-те години на 20 век Рот сформира група, наречена „Дон Роуд“. През 1973 г. Майкъл Шенкер напуска „Скорпиънс“, за да се присъедини към „Ю Еф Оу“. Останалите двама членове на „Скорпиънс“ Рудолф Шенкер и Клаус Майне се обединяват с четири от членовете на „Дон Роуд“ (Ули Джон Рот, Ахим Киршинг, Франсис Буххолц и Юрген Розентал), като решили да свирят под името Скорпиънс, тъй като било по-известно.
Така Рот става водещ китарист, основен текстописец и в някои случаи основен вокал на „Скорпиънс“ и в периода 1974 – 1977 групата издава четири студийни албума. През 1978 г. излиза концертният Tokyo Tapes, записан в Япония и продаден в почти милион екземпляра, получил златен сертификат в няколко страни. Въпреки това Рот напуска групата малко преди излизането на албума.
Той основава собствена група „Електрик Сън“, която съществува от 1978 до 1985 г. и издава три албума. Първият от тях Earthquake (1979) е посветен на Джими Хендрикс. Вторият албум е издаден две години по-късно; Fire Wind (1981) е посветен на Ануар Садат (президент на Египет, който се опитва да поддържа мира в Близкия изток) и включва песента „Enola Gay“ за атомните бомбардировки над Япония. През 1985 г. излиза последният албум на Електрик Сън, озаглавен Beyond the Astral Skies, който е посветен на Мартин Лутър Кинг.
След 1985 г. Рот навлиза в нова фаза на творчеството си и композира четири симфонии, два концерта и понякога свири със симфонични оркестри в Европа. От този момент Рот използва името Ули Джон Рот за последвалите албуми и концертни изяви.
През 1998 г. европейското турне на G3 включва Рот, като другите двама китаристи са Джо Сатриани и Майкъл Шенкер. На концерта на Уембли в Лондон се включва и Брайън Мей.
През 2001 г. Рот свири на фестивала в Донингтън, като концертът е записан и издаден на DVD.
През 2006 г. на фестивала във Вакен Рот свири със Скорпиънс на една сцена, заедно с други двама бивши членове на групата. Обявена като „Нощ, която ще се запомни, пътуване във времето“ групата изпълнява парчета от периода си с Рот, повечето от които не са свирени на сцена от напускането на китариста през 1978 г. Концертът е филмиран и издаден на DVD. Въпреки че е обявен като единствен концерт, успехът му прави възможни още няколко такива изпълнения на последващи турнета.
На 2 юни 2007 г. Рот участва като гост на концерт на „Смашинг Пъмпкинс“ по време на фестивала Рок ам Ринг. Заедно с тях изпълнява песните „Glass And The Ghost Children“ и „Gossamer“ и с двамата китаристи на групата импровизират повече от 30 минути. На 26 февруари 2008 г. той отново свири с групата, по повод завръщането им в Германия.
През 2007 г. Рот започва работа върху нов албум, който трябва да излезе през следващата година. Заглавието е Under A Dark Sky и е първото официално издание на дългоочакваната серия „Симфонични легенди“ – музикален цикъл, написан от Рот, който обхваща проекта Sky of Avalon. Първите изпълнения от албума са изнесени на 18 юли 2008, по време на първото участие на Рот в Нова Зеландия. Under A Dark Sky излиза официално на 20 август 2008 г. в Япония, а в Европа и САЩ месец по-късно, на 20 септември 2008 г.

## Китарата Sky
През 80-те години Рот поръчва на британски лютиер да му направи китара с повече прагчета. Рот има (или е имал) поне пет такива китари. Първите две имат съответно 36 и 42 прагчета, а третата няма такива и е използвана в албума Beyond the Astral Skies. Всички китари с прагчета имат по-дълъг и широк гриф, който е леко издълбан, за да се постига по-драматичен вибрато ефект (предпочитан от нео-класическите китаристи). Китарите са с по четири адаптера, направени от Джон Орам, като на една от китарите адаптерът е скрит под 24-тото прагче. Китарите Mighty Wing (Мощно крило) и Destiny (Съдба) имат по седем струни, като допълнителната е долно си. Американската компания 18th Street Guitars прави 50 копия на Скай китара през 2004 г., всяка от които струва 18 000 долара.

## Личен живот
Рот е обвързан с Моника Данеман (състезателка по фигурно пързаляне и художничка), която е била приятелка на Джими Хендрикс в периода преди смъртта му. Рот и Данеман работят заедно по редица песни, включително „We'll Burn the Sky“ от албума на „Скорпиънс“ Taken by Force (1977). Освен това Данеман рисува обложките за всички албуми на „Електрик Сън“.
През 1996 г. Данеман е порицана за неуважение към британския съд да не нарича Кати Ичингам „закоравяла лъжкиня" и да я обвинява в участие в смъртта на Джими Хендрикс. Ичингам иска от съда да затвори Данеман, но тя е освободена. Два дни по-късно Моника Данеман е открита задушена с въглероден моноскид, изведен от ауспуха на нейния Мерцедес-Бенц, близо до вилата ѝ в Сийфод, Източен Съсекс. Рот посвещава последващите си творби на нея.

## Дискография

### СъсСкорпиънс
- 1974 – Fly to the Rainbow
- 1975 – In Trance
- 1976 – Virgin Killer
- 1977 – Taken by Force
- 1978 – Tokyo Tapes (концертен)

### СЕлектрик Сън
- 1979 – Earthquake
- 1981 – Fire Wind
- 1985 – Beyond the Astral Skies

### Соло

#### Издадени
- 1996 – Sky of Avalon – Prologue to the Symphonic Legends
- 1998 – Aquila Suite – 12 Arpeggio Concert Etudes for Solo Piano (със Sky Orchestra)
- 2000 – Transcendental Sky Guitar Vol. I & II
- 2003 – Metamorphosis of Vivaldi's Four Seasons (със Sky Orchestra)
- 2008 – Under A Dark Sky (Sky of Avalon)

#### Неиздадени
- 1987 – Sky Concerto
- 1992 – Europa ex Favilla (симфоничен)
- 1994 – Hiroshima de Profundis (симфоничен)
- 1996/97/98 – Requiem for an Angel (в памет на Моника Данеман)

## Видеография
- 2000 – The Electric Sun Years Vol. I & II
- 2002 – Legends Of Rock: Live At Castle Donington
- 2006 – Scorpions Reunion at Wacken Festival in Germany